# 2018年新幹線襲擊事件
2018年東海道新幹線襲擊事件是2018年（平成30年）6月9日，發生在日本新幹線列車的隨機殺人事件，造成1死2重傷。

## 事件經過
事故發生於6月9日晚間，由東京出發開往新大阪的東海道新幹線『希望號』265次列車，由N700A(N700系1000番台）G32編組擔當，當時列車上約有880名乘客。在晚間9時47分左右、列車經過神奈川縣新橫濱站與小田原站間時，一名男子突然持刀砍殺乘客，造成3人受傷。事發後，列車緊急在小田原站停車，傷者隨即被送往醫院，但其中一名38歲男子被砍傷頸部，傷勢嚴重，到院前已無呼吸心跳，另外2名受傷女性年紀約為20多歲，頸部與身體多處遭割傷，但沒有生命危險，兇手則隨即被逮捕。
目擊者指出，兇手原先坐在靠走道座位，列車行駛中突然持刀攻擊旁邊的女性，一名38多歲男子試圖壓制小島，解救受到攻擊的女性，自己卻遭兇手砍傷，大量失血而不治身亡。

## 兇手
嫌犯落網後供稱自己是愛知縣岡崎市22歲的無業男子小島一朗，據日本《朝日新聞》報導，小島一朗當時至少帶了2把刀上車，因此正在調查他是否有計劃地要在列車上殺人，其中1把為小刀，另1支則是類似折疊刀的刀具。他向警方供稱：「在新幹線中，萌生殺意」、「因為心情鬱悶，砍誰都好」，因小島一朗被逮捕時，受害人尚未死亡，因此是依「殺人未遂罪」逮捕。日本警方初步認定，這起襲擊是無差別攻擊。

## 訴訟
橫濱地檢在事後不久替小島安排了精神鑑定。結果顯示，小島不符合免除刑事責任的條件。
2018年11月19日，檢方以謀殺罪起訴小島。法院審理時，小島表示「想要坐牢」、「一個人很難思考和生活。我認為按照別人的規定生活會更容易，所以我希望終身監禁」，並再次表示「砍誰都好」。
2019年12月18日，橫濱地方裁判所判決小島終身監禁。由於檢辯雙方均未上訴，2020年1月本案就此定讞。

## 乘客防護
N700系座椅的椅墊都能輕易拆下，以便於需要時能快速更換。
本事件發生時，列車長曾指示乘客拆下座椅的椅墊，當作盾牌使用。事後，營運與東海道新幹線直通的山陽新幹線的JR西日本表示會就此事加強訓練。